# Iris sari
Iris sari är en irisväxtart som beskrevs av Heinrich Wilhelm Schott och John Gilbert Baker. Iris sari ingår i släktet irisar, och familjen irisväxter.
Artens utbredningsområde är Turkiet. Inga underarter finns listade i Catalogue of Life.

## Bildgalleri

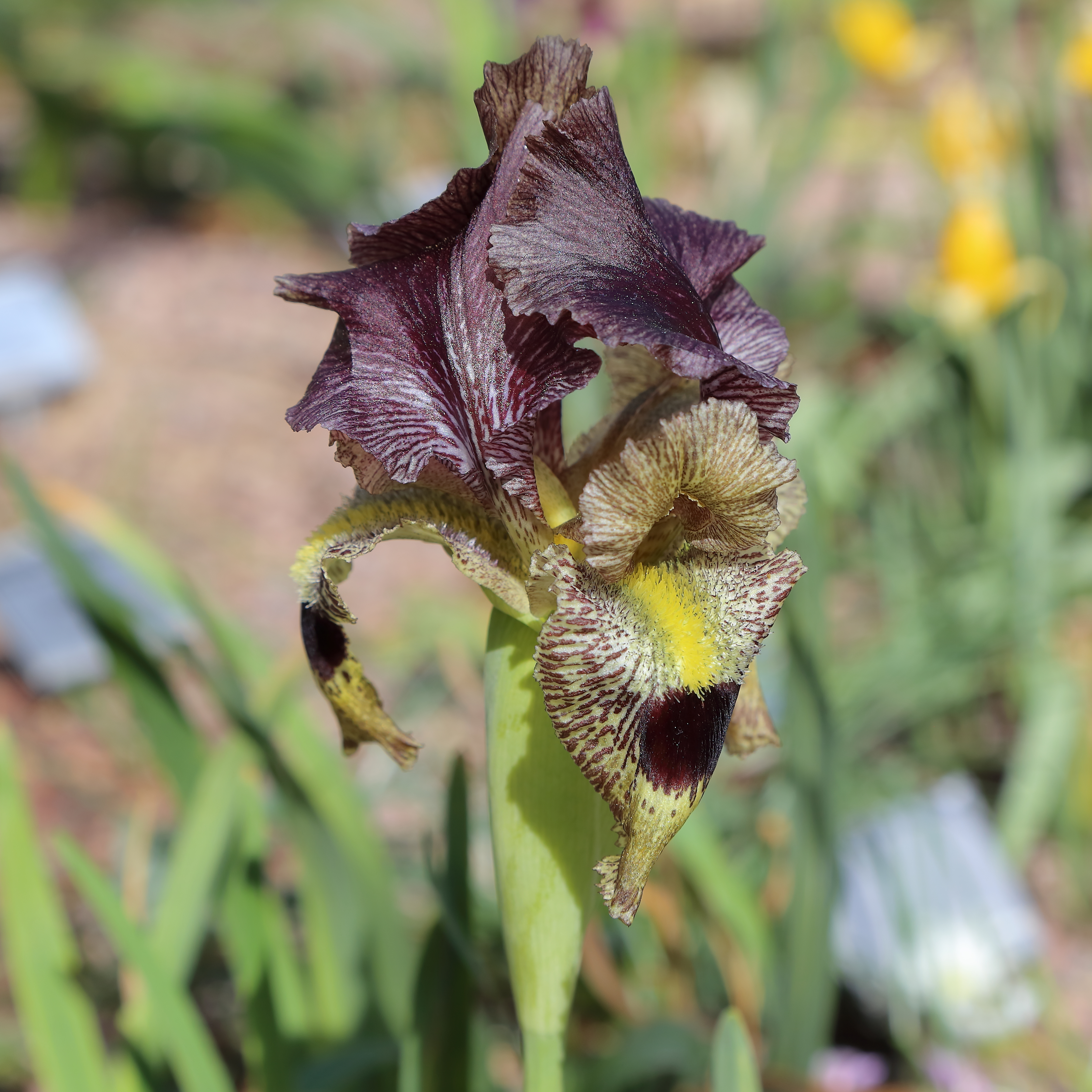